# Luitenant-gouverneur van Jersey

De vlag van de luitenant-gouverneur van Jersey

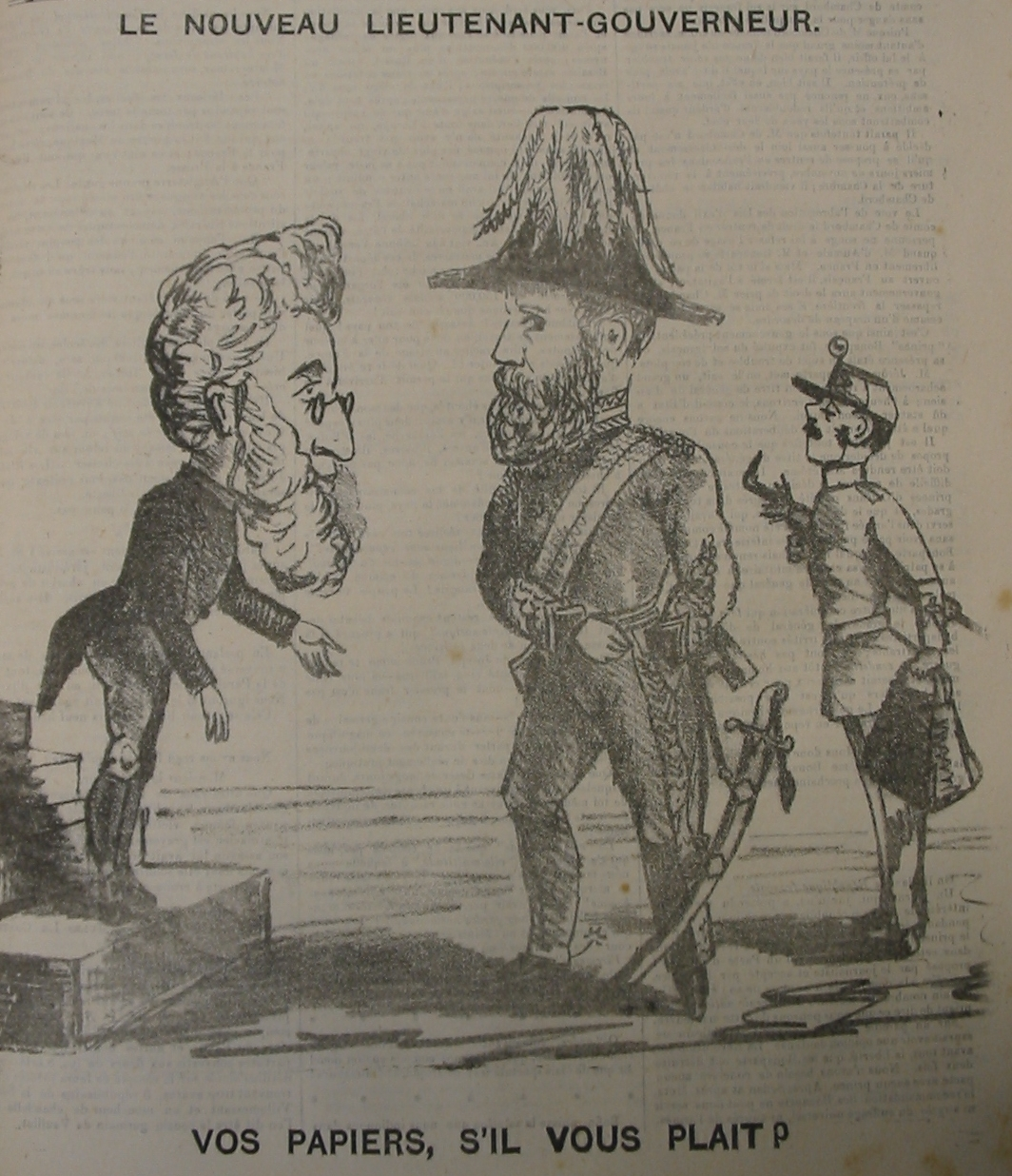
In deze karikatuur uit 1873, Baljuw van Jersey Jean Hammond begroet de nieuwe luitenant-gouverneur Norcott

De vertegenwoordiger van het Britse staatshoofd op het eiland Jersey is de luitenant-gouverneur (Engels: Lieutenant Governor). Het Britse staatshoofd benoemt de luitenant-gouverneur voor onbepaalde termijn. De luitenant-gouverneur vervult een ceremoniële rol als de vertegenwoordiger van de Kroon, als bevelhebber van de strijdkrachten en als lid van de Staten van Jersey. De luitenant-gouverneur heeft alleen een symbolische invloed op het eilandbestuur.
De luitenant-gouverneur heeft een eigen vlag. Het bestaat uit de Britse vlag met daarop het wapen van Jersey. De formele residentie (Government House) van de luitenant-gouverneur ligt in de gemeente Saint Saviour.

## Lijst van de luitenant-gouverneurs van Jersey
| Titel                                                         | Benoemd    | Naam                                                         |
| ------------------------------------------------------------- | ---------- | ------------------------------------------------------------ |
| Luitenant-gouverneur en kolonel in de staf:                   | 1857.01.30 | Godfrey Charles Mundy                                        |
|                                                               | 1860.08.18 | Robert Percy Douglas                                         |
|                                                               | 1862       | B. Loch (waarnemend)                                         |
|                                                               | 1863.10.23 | Burke Douglas Cuppage                                        |
|                                                               | 1868.10.01 | maj-gen. Philip Melmoth Nelson Guy, CB                       |
|                                                               | 1873.10.01 | lt-gen. William Sherbrooke Ramsay Norcott, KCB               |
|                                                               | 1878.10.01 | lt-gen. Lothian Nicholson, CB                                |
|                                                               | 1883.10.01 | maj-gen. Henry Wray, CMG                                     |
|                                                               | 1887       | Charles Brisbane Ewart                                       |
| Luitenant-gouverneur en bevelhebber:                          | 1892.11.01 | lt-gen. Edwin Markham                                        |
|                                                               | 1895       | lt-gen. Edward Hopton, CB                                    |
|                                                               | 1900.11.01 | maj-gen. Henry Richard Abadie, CB                            |
|                                                               | 1904       | maj-gen. Hugh Sutlej Gough, CB, CMG                          |
|                                                               | 1910.06.16 | maj-gen. Alexander Nelson Rochfort, CB, CMG                  |
|                                                               | 1916.10.07 | maj-gen. Alexander Wilson, KCB                               |
|                                                               | 1920.10.29 | William Douglas Smith                                        |
|                                                               | 1924       | Francis Richard Bingham                                      |
|                                                               | 1929.05.28 | maj-gen. Edward Henry Willis, CB, CMG                        |
|                                                               | 1934.05.28 | Maj-gen. Horace de Courcy Martelli, KBE, CB, DSO             |
|                                                               | 1939       | James Murray Robert Harrison                                 |
| Bezetting van de Kanaaleilanden door Duitse troepen 1940 — 45 |            |                                                              |
| Hoofd van de Britse Militaire Overheid:                       | 1945.05.12 | L.A. Freeman                                                 |
| Luitenant-gouverneur en bevelhebber van Jersey:               | 1945.08.25 | lt-gen. Arthur Edward Grasett, KBE, CB, DSO, MC              |
|                                                               | 1953.10.16 | adm. Randolph Stewart Gresham Nicholson, KBE, CB, DSO, DSC   |
|                                                               | 1958.11.15 | gen. George Watkin Eben James Erskine, GCB, KBE, DSO         |
|                                                               | 1964.01.15 | vice-adm. John Michael Villiers, KCB, OBE                    |
|                                                               | 1969.06.30 | air chief marshal John Gilbert Davis, GCB, OBE, MA           |
|                                                               | 1974.09.02 | gen. Geoffrey Richard Desmond Fitzpatrick, GCB, DSO, MBE, MC |
|                                                               | 1979.11.26 | gen. Peter John Frederick Whiteley, GCB, OBE                 |
|                                                               | 1985.01.09 | adm. William Thomas Pillar, GBE, KCB                         |
|                                                               | 1990       | air marshal John Matthias Dobson Sutton, KCB                 |
|                                                               | 1995.09    | Michael John Wilkes, KCB, OBE                                |
|                                                               | 2001.01.24 | John Cheshire, KBE, CB                                       |
|                                                               | 2006.04.01 | lt-gen. Andrew Ridgway, CB, CBE                              |